# Råby-Rekarne kyrka
Råby-Rekarne kyrka är en kyrkobyggnad i Hällby församling med Tumbo och Råby-Rekarne i Eskilstuna kommun. Kyrkan ligger i Råby-Rekarne socken cirka en mil väster om Eskilstuna.

## Kyrkobyggnaden
Kyrkan uppfördes på 1100-talet och är en av Sörmlands äldsta och minsta kyrkor. Från början bestod kyrkan troligen av ett långhus med ett smalare kor i öster. Ett vapenhus (troligen av trä) uppfördes någon gång mellan år 1200 till 1500 vid långhusets södra portal. Någon gång under samma tidsperiod uppfördes en sakristia av trä vid korets norra sida. I slutet av 1700-talet genomfördes flera ombyggnationer för att göra kyrkan större och ljusare. Vid en ombyggnation åren 1751–1755 förlängdes kyrkan åt väster och vapenhuset revs. Södra portalen ersattes med ett fönster och ingången flyttades till den nyuppförda västra gaveln. Åren 1761–1762 revs koret och sakristian och kyrkan förlängdes åt öster. Nytt kor tillkom och en ny sakristia byggdes öster om det nya koret.
Nuvarande klockstapel av trä är uppförd 1774.

## Inventarier
- Dopfunten av gråsten är från 1100-talet. I dopfunten finns ett dopfat av mässing som är inköpt 1964.
- Altarskåpet är ett preussiskt arbete, troligen från 1400-talet. Ett krön har tillkommit på 1600-talet.
- Predikstolen med femsidig korg är från 1600-talets första del.
- Skulptur föreställande aposteln Petrus är daterad 1250.
- Krucifixet av ek tillverkades under senare delen av 1300-talet.
- En Maria-bild är tillverkad i Lübeck 1440.

### Orgel
- 1870 bygger Anders Petter Halld'n, Munktorp en orgel med 4 stämmor.
- Den nuvarande orgeln byggdes 1914 av Erik Henrik Erikson, Gävle och är pneumatisk med kägellädor. Fasaden är från 1870 års orgel. Tonomfånget är 54/27.

| Manual              | Pedal      | Koppel     |  |
| Principal 8’        | Subbas 16’ | Man/Ped    |  |
| Rörflöjt 8’         |            | Man 4'/Man |  |
| Fugara 8’           |            |            |  |
| Flûte octaviante 4’ |            |            |  |
| Crescendosvällare   |            |            |  |